# Катандувас (Санта-Катарина)
Катандувас (порт. Catanduvas)  —  муниципалитет в Бразилии, входит в штат Санта-Катарина. Составная часть мезорегиона Запад штата Санта-Катарина. Входит в экономико-статистический  микрорегион Жоасаба. Население составляет 9589 человек на 2006 год. Занимает площадь 198,033 км². Плотность населения — 48,4 чел./км².

## История
Город основан 16 марта 1963 года.

## Статистика
- Валовой внутренний продукт на 2003 составляет 268.191.082,00 реалов (данные: Бразильский институт географии и статистики).
- Валовой внутренний продукт на душу населения на 2003 составляет 29.818,89 реалов (данные: Бразильский институт географии и статистики).
- Индекс развития человеческого потенциала на 2000 составляет 0,790 (данные: Программа развития ООН).